# Francis Glisson
Francis Glisson (Rampisham, Dorset, 14 de octubre de 1597-Londres, 1677) fue un anatomista y médico británico, autor de textos médicos. Glisson es un epónimo conocido en la medicina. Durante cuarenta años, fue en profesor Regius de "Physic" (término antiguo en inglés para nombrar la medicina, no la física; de allí proviene physician) en la Universidad de Cambridge.

## Obra
En la introducción a su Tratado sobre el pulmón, Glisson clasifica las partes de los seres vivos en "similares" (sanguíneas y espermáticas) y "orgánicas": las primeras estarían determinadas por la materia que las compone y las segundas por la función que realizan. Ambas, a su vez, se dividen en otros tipos de partes en función de sus caracteres físicos. Esta distinción recupera la distinción aristotélica entre partes homogéneas
y heterogéneas.[cita requerida]

## Epónimos
- cápsula de Glisson
- cirrosis glissoniana
- enfermedad de Glisson
- esfínter de Oddi
- glissonitis
- honda de Glisson
- pedículo glissoniano
- triángulo de Glisson[2]

## Publicaciones
- Tractatus de natura substantiae energetica. Londres 1672.
- Anatomía hepatis. Den Haag 1681.
- Sämtliche Werke. Leiden 1691.

## Ligas externas
- Dunn, P. M. (1998). Francis Glisson (1597-1677) and the "discovery" of rickets. Arch Dis Child Fetal Neonatal.

- Datos: Q1441514
- Multimedia: Francis Glisson / Q1441514